# 소행성체 센터
소행성체 센터(Minor Planet Center; MPC)는 소행성체(소행성 ) 및 혜성에 관한 관측자료를 수집하는 전세계 규모의 공식적 기관이다. MPC는 수집한 자료에 따라 천체들의 궤도를 계산하고 그 정보를 《소행성체 회보》(Minor Planet Circulars)를 통해 배포한다. MPC는 국제천문연맹의 후원을 받고 있으며 스미스소니언 천체물리학 관측소(SAO) 및 하버드 대학 천문대에서 운영한다.
MPC는 1947년 신시내티 대학교에서 폴 허게트의 주도에 의해 세워졌다.:63 1978년 6월 30일 허게트가 은퇴하자:67 MPC는 SAO로 옮겨가서 브라이언 G. 마즈든이 센터장이 되었다.:67 2006년–2015년간 MPC 센터장은 티모시 사프르였고, 2019년5월 현재의 센터장은 매쓔 홀맨(Matthew Holman)이다.

## 같이 보기
- 천문학회 목록
- 소행성군
- 소행성체 목록